# Liste der Monuments historiques in Beaufou
Die Liste der Monuments historiques in Beaufou führt die Monuments historiques in der französischen Gemeinde Beaufou auf.

## Liste der Bauwerke
| Bezeichnung                         | Beschreibung              | Standort | Kennzeichnung | Schutzstatus | Datum | Bild           |
| ----------------------------------- | ------------------------- | -------- | ------------- | ------------ | ----- | -------------- |
| Kirche Notre-Dame-de-l’Annonciation | Erbaut im 12. Jahrhundert | (Lage)   | PA00110311    | Inscrit      | 1992  | weitere Bilder |

## Liste der Objekte
- Monuments historiques (Objekte) in Beaufou in der Base Palissy des französischen Kultusministeriums